# Zetaproteobacteria
Classe
Ordre
Famille
Genre
Espèce
Les Zetaproteobacteria  ou Protéobactéries ζ constituent l'un des six groupes de Proteobacteria, Il ne comprend que Mariprofundus ferrooxydans et des souches non décrites.

## Phylogénie
- Deltaproteobacteria
- NN
  - Epsilonproteobacteria
  - NN
    - Zetaproteobacteria
    - NN
      - Alphaproteobacteria
      - NN
        - Betaproteobacteria
        - Gammaproteobacteria